# David A. Cox
Pour les articles homonymes, voir Cox et David Cox.
David Archibald Cox, né le 23 septembre 1948 à Washington, est un mathématicien américain spécialisé en géométrie algébrique. Il est membre de la Société mathématique américaine et a reçu le prix Lester Randolph Ford en 2012 pour Why Eisenstein Proved the Eisenstein Criterion and Why Schönemann Discovered It First.

## Biographie
Cox obtient un diplôme de l'université Rice en 1970, puis un Ph.D. de l'université de Princeton en 1975, sous la supervision de Eric Friedlander (en). Sa thèse s'intitule Tubular Neighborhoods in the Etale Topology. De 1974 à 1975, il est assistant professeur au Haverford College, puis à l'université Rutgers de 1975 à 1979 et au Amherst College à partir de 1979 jusqu'en 1988, année où il devient professeur à Amherst.
En 1987-1988, il est professeur invité à l'université d'État de l'Oklahoma.

## Champs de recherche
Il étudie, entre autres, l'étale homotopy theory (en), les surfaces elliptiques (en), la géométrie algébrique numérique (telle la base de Gröbner), les ensembles de Torelli et variétés toriques, ainsi que l'histoire des mathématiques. Il est connu pour avoir produit plusieurs manuels scolaires.

## Ouvrages
- (en) avec John Little et Donal O´Shea, Ideals, Varieties, and Algorithms : An Introduction to Computational Algebraic Geometry and Commutative Algebra, Springer Verlag, 2007, 3e éd.
- (en) Using Algebraic Geometry, Springer Verlag, 2005, 2e éd.
- (en) avec Sheldon Katz (en), Mirror Symmetry and Algebraic Geometry, AMS, 1999
- (en) Galois Theory, Wiley/Interscience, 2004
- (en) avec Bernd Sturmfels, Applications of Computational Algebraic Geometry, AMS, 1998
- (en) Primes of the Form {\displaystyle x^{2}+ny^{2}} : Fermat, Class Field Theory, and Complex Multiplication, Wiley, 1989
- (en) avec John Little et Henry Schenck, Toric Varieties, AMS, 2011
- (en) « Toric Residues », dans Ernst Kunz (en), Residues and Duality for Projective Algebraic Varieties, AMS, 2008, p. 128-150